# Renault R.S.17
Renault R.S.17 byl závodní vůz Formule 1 navržený a zkonstruovaný týmem Renault Sport, aby mohl soutěžit v sezóně 2017. Šasi navrhli Nick Chester, Chris Cooney, Martin Tolliday a Jon Tomlinson, přičemž Bob Bell dohlížel na design a výrobu vozu jako technický ředitel a Rémi Taffin vedl design pohonného ústrojí. Renault R.S.17 byl prvním vozem navrženým pod vedením Renaultu od modelu R31 v sezóně 2011.
Vůz zpočátku řídili Nico Hülkenberg a Jolyon Palmer. Hülkenberg se k týmu připojil poté, co tým na konci sezóny 2016 opustil Kevin Magnussen, zatímco Palmera od Grand Prix USA nahradil Carlos Sainz Jr.. Vůz R.S.17 měl svůj soutěžní debut při Grand Prix Austrálie 2017.

## Zbarvení
Pro Grand Prix Monaka měl vůz speciální nátěr, aby připomněl 40. výročí Star Wars.

## Shrnutí sezóny
Hülkenberg bodoval osmkrát, ale šestkrát odstoupil. Jeho nejlepším výsledkem bylo 6. místo ve Španělsku, v Británii, v Belgii a v Abú Zabí.
Palmer se snažil získat nějaké body až do chaotické Grand Prix Singapuru, kde vybojoval 6. místo a získal tak 8 bodů do šampionátu. Sainz při první jízdě za tým skončil na 7. místě. Tým zakončil sezónu na 6. místě v poháru konstruktérů a získal 57 bodů. Tento výsledek byl podstatně lepší než v předchozím roce, kde tým získal pouhých 8 bodů.

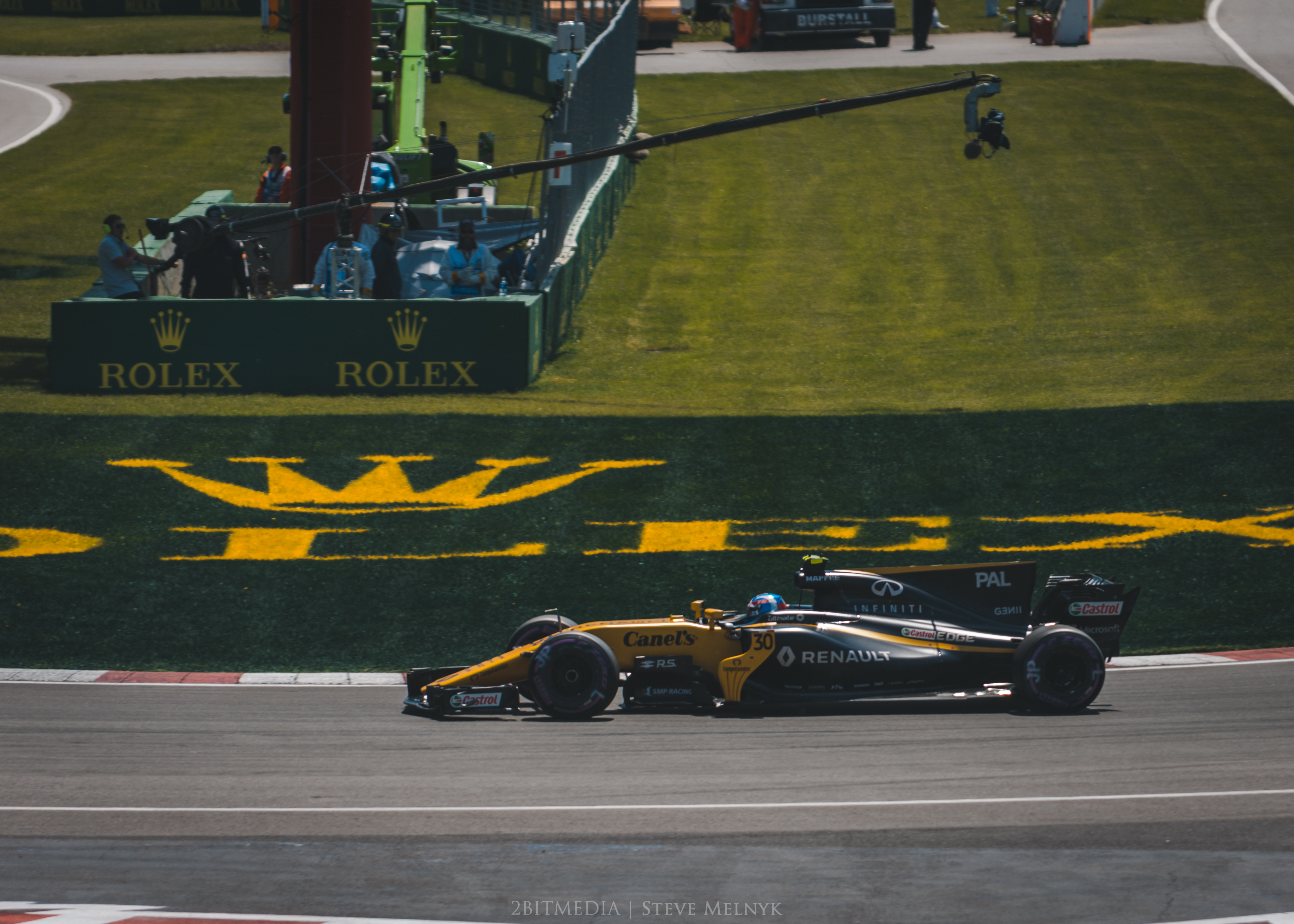
Jolyon Palmer řídící vůz R.S.17 při Grand Prix Kanady.

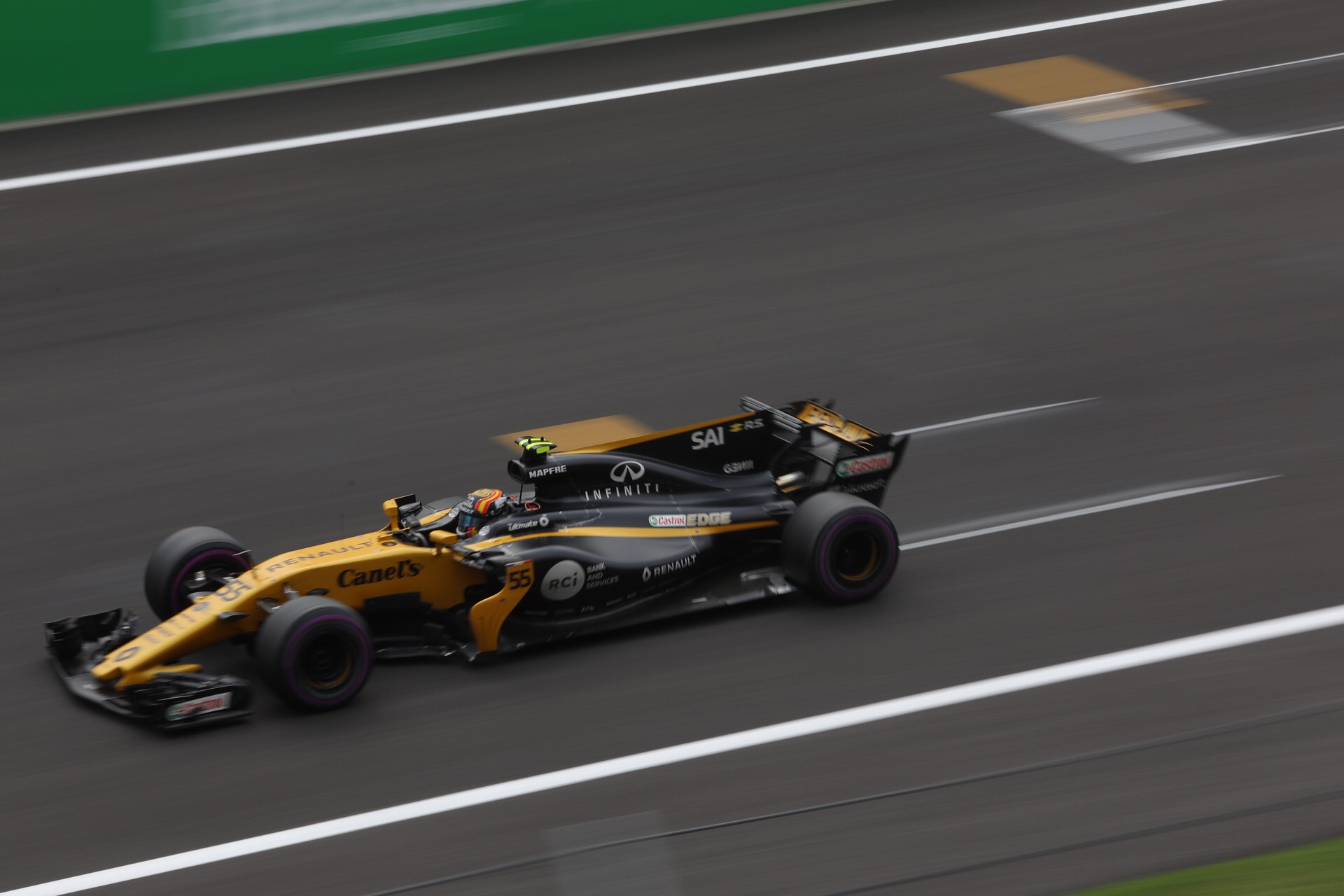
Carlos Sainz Jr. při Grand Prix Mexika.

## Kompletní výsledky ve Formuli 1
| Legenda k tabulce | Legenda k tabulce                                                                       |
| Barva             | Výsledek                                                                                |
| ----------------- | --------------------------------------------------------------------------------------- |
| Zlatá             | Vítěz                                                                                   |
| Stříbrná          | 2. místo                                                                                |
| Bronzová          | 3. místo                                                                                |
| Zelená            | Bodované umístění                                                                       |
| Modrá             | Nebodované umístění                                                                     |
| Modrá             | Dokončil neklasifikován (NC)                                                            |
| Fialová           | Odstoupil (Ret)                                                                         |
| Červená           | Nekvalifikoval se (DNQ)                                                                 |
| Červená           | Nepředkvalifikoval se (DNPQ)                                                            |
| Černá             | Diskvalifikován (DSQ)                                                                   |
| Bílá              | Nestartoval (DNS)                                                                       |
| Bílá              | Závod zrušen (C)                                                                        |
| Světle modrá      | Pouze trénoval (PO)                                                                     |
| Světle modrá      | Páteční testovací jezdec (TD)                                                           |
| Bez barvy         | Netrénoval (DNP)                                                                        |
| Bez barvy         | Vyřazen (EX)                                                                            |
| Bez barvy         | Nepřijel (DNA)                                                                          |
| Bez barvy         | Odvolal účast (WD)                                                                      |
| Bez barvy         | Nezúčastnil se (prázdné)                                                                |
| Označení          | Význam                                                                                  |
| Tučnost           | Pole position                                                                           |
| Kurzíva           | Nejrychlejší kolo                                                                       |
| †                 | Jezdec nedojel do cíle, ale byl klasifikován, protože odjel více než 90 % délky závodu. |
| ‡                 | Byl udělován poloviční počet bodů, protože bylo odjeto méně než 75 % délky závodu.      |
| Horní index       | Umístění bodujících jezdců ve sprintu                                                   |

| Rok  | Tým                            | Motor           | Pneumatiky | Jezdci           | 1   | 2   | 3   | 4   | 5   | 6   | 7   | 8   | 9   | 10  | 11  | 12  | 13  | 14  | 15  | 16  | 17  | 18  | 19  | 20  | Body | Umístění |
| ---- | ------------------------------ | --------------- | ---------- | ---------------- | --- | --- | --- | --- | --- | --- | --- | --- | --- | --- | --- | --- | --- | --- | --- | --- | --- | --- | --- | --- | ---- | -------- |
| 2017 | Renault Sport Formula One Team | Renault R.E. 17 | P          |                  | AUS | CHN | BHR | RUS | ESP | MON | CAN | AZE | AUT | GBR | HUN | BEL | ITA | SIN | MAL | JPN | USA | MEX | BRA | ABU | 57   | 6. místo |
| 2017 | Renault Sport Formula One Team | Renault R.E. 17 | P          | Nico Hülkenberg  | 11  | 12  | 9   | 8   | 6   | Ret | 8   | Ret | 13  | 6   | 17† | 6   | 13  | Ret | 16  | Ret | Ret | Ret | 10  | 6   | 57   | 6. místo |
| 2017 | Renault Sport Formula One Team | Renault R.E. 17 | P          | Jolyon Palmer    | Ret | 13  | 13  | Ret | 15  | 11  | 11  | Ret | 11  | DNS | 12  | 13  | Ret | 6   | 15  | 12  |     |     |     |     | 57   | 6. místo |
| 2017 | Renault Sport Formula One Team | Renault R.E. 17 | P          | Carlos Sainz Jr. |     |     |     |     |     |     |     |     |     |     |     |     |     |     |     |     | 7   | Ret | 11  | Ret | 57   | 6. místo |